# San Rafael del Moján
San Rafael del Moján – miasto w Wenezueli, w stanie Zulia, siedziba gminy Mara.
Według danych szacunkowych na rok 2015 liczy 52 600 mieszkańców.